# Солсбері (округ Нассау, Нью-Йорк)
Солсбері (англ. Salisbury) — переписна місцевість (CDP) в США, в окрузі Нассау штату Нью-Йорк. Населення — 12 618 осіб (2020).

## Географія
Солсбері розташоване за координатами 40°44′45″ пн. ш. 73°33′37″ зх. д. / 40.74583° пн. ш. 73.56028° зх. д. (40.745822, -73.560330).  За даними Бюро перепису населення США в 2010 році переписна місцевість мала площу 4,56 км², з яких 4,50 км² — суходіл та 0,06 км² — водойми.

## Демографія
Згідно з переписом 2010 року, у переписній місцевості мешкали 12 093 особи в 4004 домогосподарствах у складі 3232 родин. Густота населення становила 2651 особа/км².  Було 4098 помешкань (898/км²).
Расовий склад населення:
| - 78,8 % — білих - 12,6 % — азіатів - 2,0 % — чорних або афроамериканців - 0,1 % — корінних американців - 4,1 % — осіб інших рас |

До двох чи більше рас належало 2,3 %. Частка іспаномовних становила 14,7 % від усіх жителів.
За віковим діапазоном населення розподілялося таким чином: 21,6 % — особи молодші 18 років, 63,7 % — особи у віці 18—64 років, 14,7 % — особи у віці 65 років та старші. Медіана віку мешканця становила 42,4 року. На 100 осіб жіночої статі у переписній місцевості припадало 92,3 чоловіків;  на 100 жінок у віці від 18 років та старших — 91,0 чоловіків також старших 18 років.
Середній дохід на одне домашнє господарство  становив 119 102 долари США (медіана — 99 015), а середній дохід на одну сім'ю — 132 149 доларів (медіана — 112 390). Медіана доходів становила 65 903 долари для чоловіків та 50 295 доларів для жінок. За межею бідності перебувало 4,6 % осіб, у тому числі 6,2 % дітей у віці до 18 років та 6,8 % осіб у віці 65 років та старших.
Цивільне працевлаштоване населення становило 6532 особи. Основні галузі зайнятості: освіта, охорона здоров'я та соціальна допомога — 32,8 %, науковці, спеціалісти, менеджери — 10,6 %, роздрібна торгівля — 8,8 %, мистецтво, розваги та відпочинок — 8,6 %.